# گوسترو
گوسترو شهری در شمال ایالت مکلنبورگ-فورپومرن آلمان است.این شهر کوچک نزدیک دریاچه شورینر نیز است و این شهر از نظر موقعیت جغرافیایی در شمال غربی آلمان واقع است.